# Downing Street
Downing Street – zamknięta dla ruchu kołowego i dla turystów uliczka znajdująca się w centrum Londynu, w pobliżu parlamentu i Pałacu Buckingham, odchodząca od Whitehall. 
Przy Downing Street swoje rezydencje mają najważniejsze osobistości życia politycznego Wielkiej Brytanii - premier i kanclerz skarbu. Ulica została zbudowana i nazwana dla uczczenia Sir George'a Downinga, który był wojskowym i dyplomatą w służbie Oliviera Cromwella i króla Karola II. Król w uznaniu zasług obdarował go działką gruntu, na której znajduje się ta ulica.

## Downing Street numer 10
Na Downing Street pod numerem 10 znajduje się kamieniczka z czasów georgiańskich, w której od XVIII wieku od czasów Walpole'a znajduje się oficjalna rezydencja brytyjskich premierów. Przed drzwiami wejściowymi tego budynku zawsze stoi policjant. Na parterze znajduje się sala, gdzie co czwartek odbywają się posiedzenia brytyjskiego gabinetu.  
Przy 10, Downing Street przyjmowani są oficjalni goście szefa brytyjskiego rządu, a rzecznik rządu brytyjskiego wydaje oficjalne komunikaty dla mediów. 

## Downing Street numer 11
W budynku przy Downing Street pod numerem 11 znajduje się siedziba brytyjskiego Kanclerza Skarbu (Chancellor of the Exchequer).
Po przeciwległej stronie Downing Street znajduje się rozległy kompleks budynków ministerialnych, w których mieści się Ministerstwo Spraw Zagranicznych (Foreign Office).